# Edicte de Teodoric
L'Edicte de Teodoric (en llatí: Edictum Theodorici regis) era una col·lecció de lleis que daten del segle v o el segle vi, redactades pels germànics per resoldre els problemes entre ells i els romans.
Està format per un prefaci, 154 capítols i un epíleg. Una part del llibre està extret i conté interpretacions i cites textuals del Codi de Teodosi i les Novellae, del Codex Gregorianus, del Còdex Hermogenianus, de les Sententiae de Juli Paulus Prudentíssim i del Codex Theodosianus. El text és una reelaboració i reinterpretació del dret romà, i les seves disposicions tracten els romans i els bàrbars com a iguals. De fet, les lleis romanes governaven als romans en aquells casos on no havia legislat l'Edicte.
L'autoria del llibre s'atribueix al rei ostrogot Teodoric el Gran després de la caiguda del poder romà a Itàlia, i es podria haver promulgat a Roma cap a l'any 500. Alguns autors l'atribueixen a Teodoric II rei dels visigots, i fins i tot s'atribueix a Odoacre. Sembla que en el regnat d'Atanaric, net de Teodoric el Gran, la regent Amalasunta va refer l'edicte però tot seguit l'Imperi Romà d'Orient va ocupar Itàlia sota el general Narses i després del 554 l'edicte ja no va tenir cap autoritat.
Va quedar abolit amb la conquesta d'Itàlia per Justinià I i l'establiment del seu Corpus Iuris Civilis.